# Kivijärvi (sjö i Finland, Lappland, lat 65,95, long 26,40)
Kivijärvi är en sjö i Finland. Den ligger i kommunen Ranua i landskapet Lappland, i den norra delen av landet, 600 km norr om huvudstaden Helsingfors. Kivijärvi ligger 141,3 meter över havet. Arean är 98,5 hektar och strandlinjen är 7,16 kilometer lång. Sjön  ingår i Kuivajokis huvudavrinningsområde.   
I övrigt finns följande i Kivijärvi:
- Kettusaaret (en ö)
- Juhannussaari (en ö)